# Ersilio Ambrogi
Ersilio Ambrogi  (Castagneto Carducci, 16 mars 1883 – Venturina Terme, 11 avril 1964) est un homme politique communiste italien.

## Biographie
Fils d’un médecin catholique d’une localité de la région de Livourne, Ersilio Ambrogi devient membre du Parti socialiste italien en 1901. Il y développe en 1904, à son aile gauche, une mouvance antimilitariste. À la suite d'une grève générale à Sestri Ponente à Gênes, il est incarcéré onze mois. À sa libération en 1905, il se rend en Suisse, en France et en Allemagne. Il y évolue dans le milieu anarchiste.
À son retour en Italie, et contribue à l'émergence du groupe anarchiste « Pietro Gobi ». Il obtient en 1912 sa laurea de droit à l'université de Bologne, ce qui lui permet d'exercer la profession d'avocat.
Durant la Première Guerre mondiale il est arrêté pour activité antimilitariste. À la fin du conflit, il abandonne ses positions libertaires et est élu en 1919 député de la circonscription de Livourne-Pise. Il devient maire de Cecina en 1920 et président de l’administration provinciale de Pise. Ambrogi adhère au Parti communiste italien (PCI) l'année de sa création en 1921. Dans le même temps, il est accusé d'avoir causé la mort d'un fasciste ayant participé à la prise de la mairie. Il est condamné pour cela à 21 ans de prison en 1924 mais il est remis en liberté en tant que parlementaire et met cette libération à profit pour partir d'Italie. Installé à Berlin, il devient représentant du PCI auprès du Parti communiste d'Allemagne.
En 1924, il part pour Moscou. Il y devient représentant de l'aile gauche du PCI auprès du Komintern. Parallèlement, il occupe un poste important au sein du Guépéou, la police politique soviétique. Avec d'autres italiens dont  Virgilio Verdaro et Arnaldo Silva, il soutient des positions de gauche au sein du parti communiste russe, ce qui lui vaut d'être expulsé de Russie en 1929.
De 1930 à 1932, il travaille pour le Komintern à Berlin où il collabore avec l'aile gauche du PCI, il rompt ses relations avec cette faction à son retour en URSS en 1934. En 1936, il contacte les services consulaires italiens de Moscou de manière à être autorisé à rejoindre la Belgique pour y surveiller la Fraction italienne. Il fait transférer ses archives par la valise diplomatique et quitte l'URSS le 10 avril 1936 pour Bruxelles. la Fraction italienne refusera tout contact avec lui. Selon Dante Corneli, ancien membre du PCI ayant vécu en URSS, c'était un espion stalinien ayant aussi renseigné les autorités italiennes sur les activités du PCI en Belgique.
En 1940, il fait la promotion du régime fasciste dans un périodique italien. Il retourne en Italie début 1942 et est acquitté par la Cour d’assises de Padoue pour ses activités passées. Cependant, il est déporté en Allemagne en octobre 1943 et ne revient qu'en mai 1945. À son retour en en mai 1945, il reprend son métier d'avocat et reste membre du PCI jusqu'à son décès le 11 avril 1964.

## Archives
- Inventaire du fonds d'archives d'Ersilio Ambrogi conservé à La contemporaine.